# Always on My Mind
Always on My Mind är en ballad skriven av Wayne Carson, Johnny Christopher och Mark James hösten 1971. Det finns omkring 300 släppta inspelningar av Always on My Mind, gjorda av ett stort antal artister. Den spelades först in av Brenda Lee, Gwen McCrae och Elvis Presley och alla tre utgav låten 1972, där McCraes version gavs ut först (i mars 1972).
Elvis Presley spelade in låten i mars 1972. Den kom att bli en av hans mest omtyckta inspelningar och låten placerade sig som bäst på 16:e plats på Billboards countrylista i USA. Tio år senare, 1982, hamnade Willie Nelsons version på femte plats på den amerikanska Billboard Hot 100-listan och på första plats på countrylistan. Han erhöll en Grammy för bästa manliga countrysångframträdande och låtskrivarna en Grammy både för bästa countrysång och för Song of the Year. Nelsons version valdes också in i Grammy Hall of Fame år 2008. År 1987, till 10-årsminnet av Elvis Presleys död, spelade Pet Shop Boys in en syntpopversion av låten. Den blev singeletta i Storbritannien och nådde plats fyra på den amerikanska Billboardssingellistan. Pet Shop Boys version valdes dessutom i en omröstning gjord av BBC år 2014 till tidernas coverlåt.

## Låtens tillkomst och tidiga inspelningar

### Wayne Carson

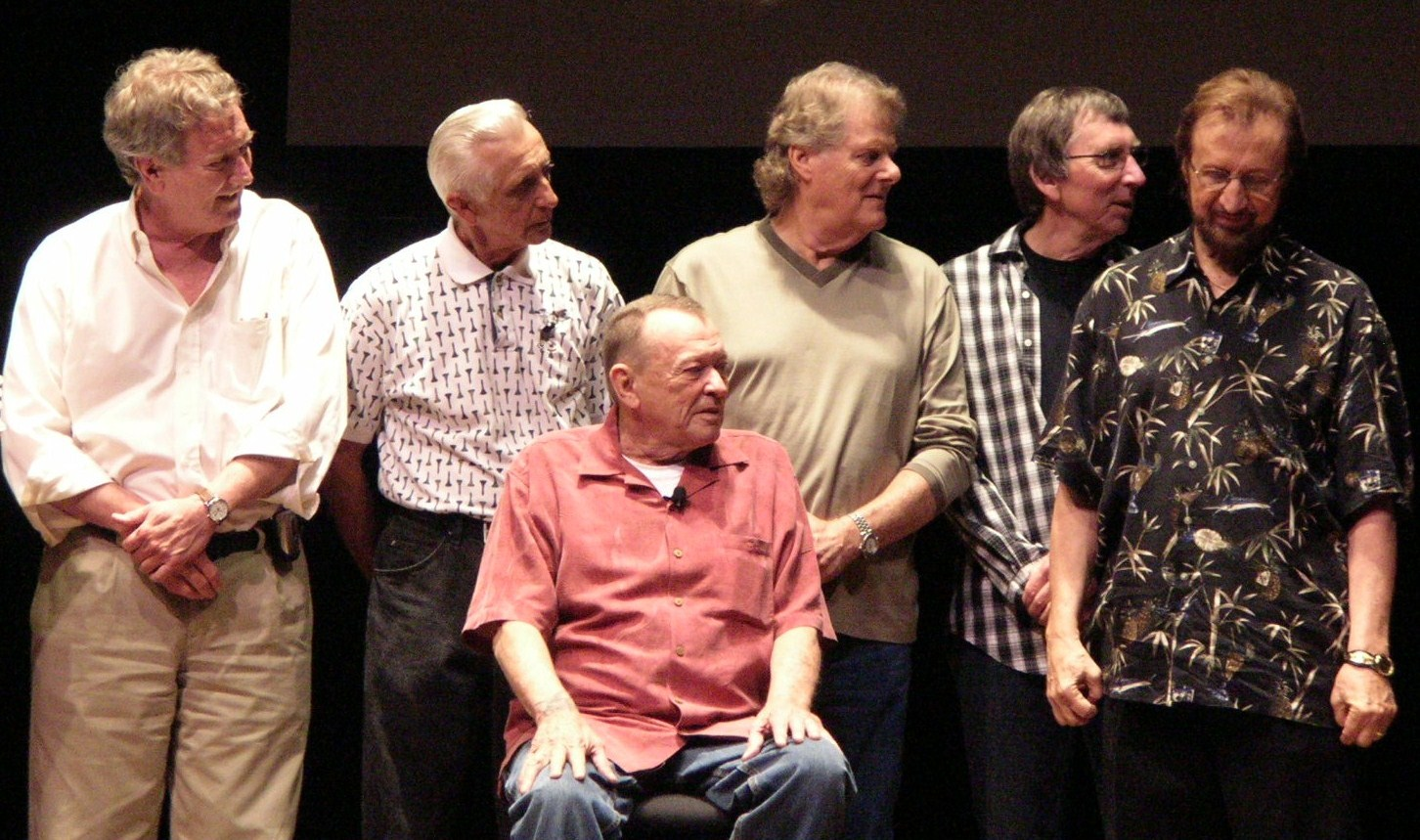
Chips Moman (sittande) tillsammans med studiomusikerna The Memphis Boys från American Sound Studio. Fotot är taget i augusti 2009 i samband med att de hedrades för sitt arbete med Elvis Presleys inspelning av Suspicious Minds.

Wayne Carson skrev de två första verserna av Always on My Mind någon gång under senare delen av 1970. Han talade i telefon med sin hustru, och urskuldade sig över att han ofta drog sig undan på grund av arbetet. Han yttrade då något i stil med: "jag vet att jag har varit borta mycket, men jag har tänkt på dig hela tiden". Genast fick han en idé till en låt, vilket resulterade i att han efter samtalet på cirka 10 minuter skrev de två verserna till det som skulle bli Always on My Mind. Därefter stoppade han undan låten i ett år.
Hösten 1971 spelade Wayne Carson låten för musikproducenten på American Sound Studio, Chips Moman, som insåg låtens potential, men menade att den behövde ett stick. Eftersom Carson inte kunde komma på ett lämpligt sådant, fick låten vänta på att färdigställas. Inte långt senare, när Carson spelade in på American Sound Studio, ansåg Chips Moman att Carson behövde ytterligare en låt och föreslog då Always on My Mind. Eftersom den fortfarande saknade sticket, gjorde Carson en paus i inspelningen och gick avsides på övervåningen för att komponera färdigt låten. Efter ett tag anslöt Johnny Christoffer och de båda försökte gemensamt att skapa ett stick, men de lyckades inte få till ett som de tyckte var tillräckligt bra. Efter någon timme kom Mark James förbi. Han hade aldrig hade hört låten innan men tyckte att den lät klar, och han menade att om de tänkte lägga till något ytterligare i form av ett stick skulle det bara vara något litet och enkelt. Men hans hjälp lyckades man färdigställa sticket med två rader och också förlänga låten något, varefter Carson gick ner i studion och spelade in låten. Wayne Carson hade en förhoppning om att denna inspelning skulle bli ett lyft för hans karriär som sångartist, men han lyckades inte att få låten utgiven.

### Tidiga inspelningar
Efter Wayne Carsons inspelning, som inte blev utgiven, var Brenda Lee den första att spela in låten den 22 september 1971, och hennes inspelning gavs ut den 12 juni 1972. Låten nådde som bäst plats 45 på den amerikanska countrylistan. Men Brenda Lee var inte först med att släppa låten – det var i stället Gwen McCrae som den 17 mars 1972 gav ut låten, då med titeln You Were Always on My Mind. Medan Lees version var full av smärta, ånger och saknad var McCraes version mer själfull och storslagen. Elvis Presley spelade in låten den 29 mars 1972 och den gavs ut den 31 oktober samma år. Sju år senare, 1979, nådde John Wesley Ryles plats 20 på Billboards Hot Country Songs-lista med sin inspelning på MCA Records.

## Elvis Presleys version 1972

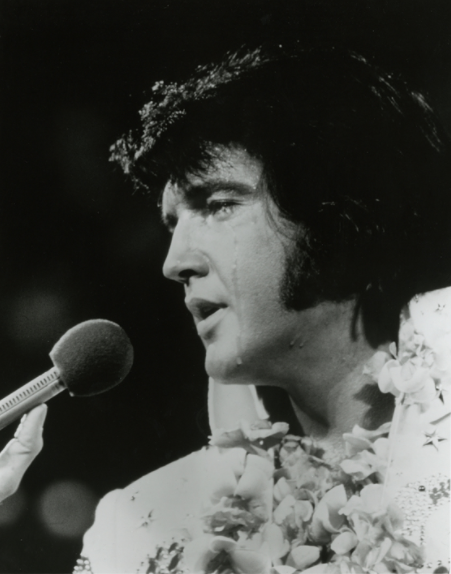
Elvis Presley januari 1973

I mars 1972 anlände Elvis Presley till RCA Studio C i Hollywood för en tredagars inspelning, vilken pågick mellan den 27:e och 29:e. På inspelningen hade Elvis för första gången med sig nästan hela det band (TCB-bandet) som han turnerade med, däribland James Burton på sologitarr, John Wilkinson på kompgitarr, Glen D. Hardin på piano, Ronnie Tutt på trummor och J. D. Sumner and The Stamps Quartet som bakgrundskör. Red West, en nära vän till Elvis och tillika en av hans livvakter, hade skrivit låten Separate Ways åt Elvis med dennes nyliga separation och stundande skilsmässa från Priscilla och hur detta skulle påverka deras dotter Lisa Marie, i åtanke. Med sig hade West också Always on My Mind. Han hade genom två av dess kompositörer, Johnny Christopher och Mark James – vilken också skrivit Elvis senaste Billboard-etta Suspicious Minds – fått lyssna på Wayne Carsons icke utgivna inspelning, och han presenterade låtarna för Elvis. Båda låtarna passade Elvis för tillfället dystra sinnesstämning, och han spelade in dem tillsammans med bland annat den kommande Billboard-tvåan Burning Love. Elvis sjunger sången rättframt, återhållsamt, utan melodramatiska överdrifter, och i ett något högre tempo.
Efter att studioinspelningen var över riggade filmteamet som spelade in dokumentären Elvis on Tour upp sin utrustning i studion, och Elvis och bandet fortsatte i två dagar (30–31 mars) att spela såväl gamla som nya låtar. Syftet var att ge sken av hur Elvis repeterade inför den stundande turnén och en av de låtar som framfördes på nytt var Always on My Mind. Denna inspelning av låten kom inte att visas i dokumentären Elvis on Tour men väl i dokumentären This Is Elvis från 1981.
I november 1972 släppte RCA singeln Separate Ways/Always on My Mind. I USA gavs Always on My Mind ut som B-sida och medan Separate Ways nådde 20:e plats på Billboard Hot 100, och skivan sålde i över en miljon exemplar i USA, nådde Always on My Mind som bäst en 16:e-placering på Billboards Hot Country Songs-lista. I Storbritannien var dock Always on My Mind A-sida och den nådde som bäst 9:e plats tidigt 1973 och stannade 13 veckor på listan. Låten fick sedan ytterligare två topp 20-placeringar i samband med nyutgåvor, 13:e respektive 17:e plats 1997 och 2007. Always on My Mind kom att både bli prisad och få positiva recensioner och anses vara en av Elvis Presleys mest betydande låtar från 1970-talet, vilket visar sig i att när det brittiska tv-bolaget ITV år 2013 ordnade en omröstning om vilken Elvislåt som var den bästa, vann Always on My Mind. Trots att det med åren blivit en av de låtar som många förknippar Elvis med, framförde han den aldrig live på någon konsert.

## Willie Nelsons version 1982

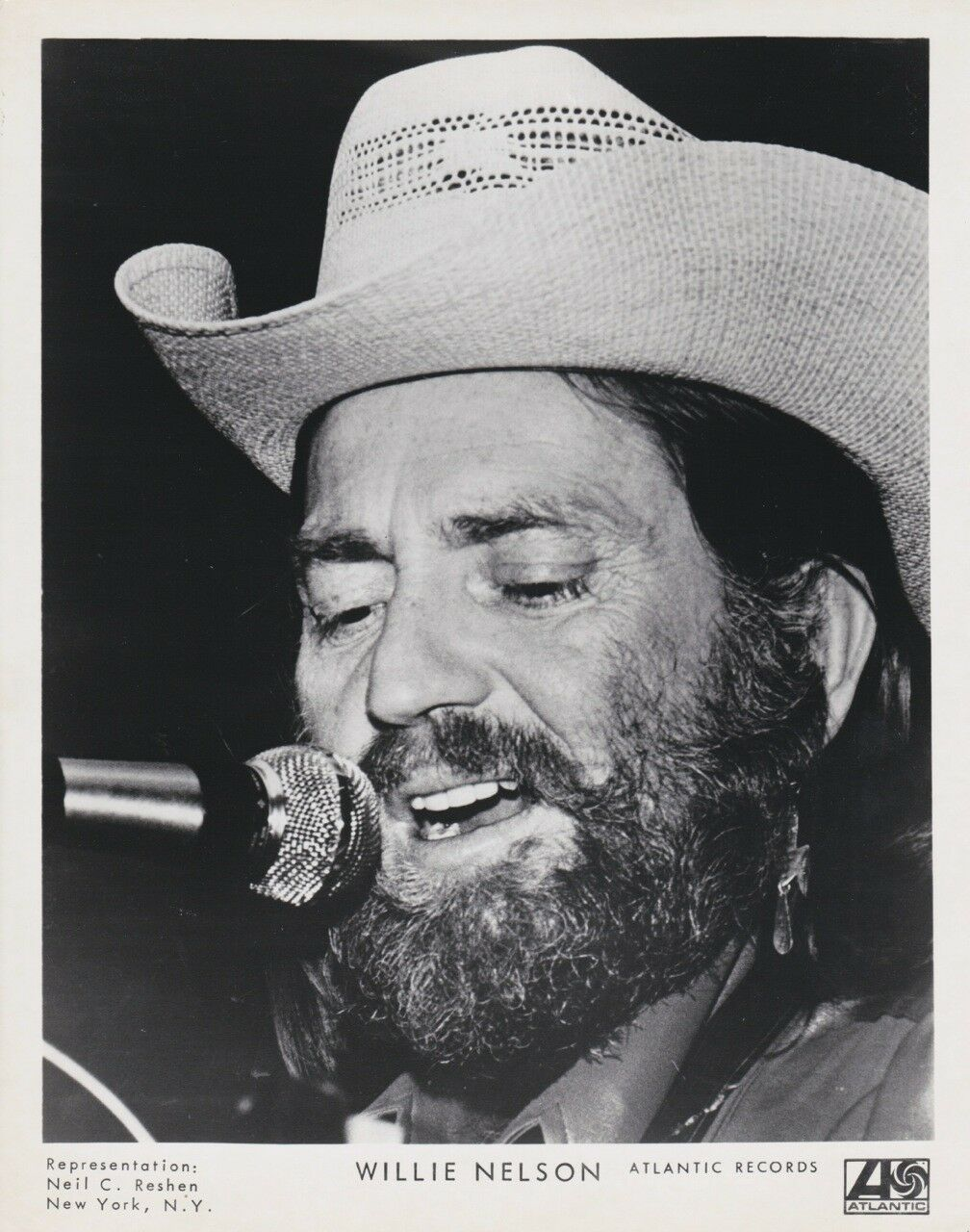
Willie Nelson 1974

Ett årtionde efter att Elvis version av Always on My Mind låg på listorna var Willie Nelson i Pedernales studio, fem mil väster om Austin i Texas, tillsammans med Merle Haggard för en inspelningssession som skulle resultera i skivan Pancho & Lefty. Johnny Christopher, som var gitarrist på spelningen, föreslog för Haggard att de skulle spela in Always on My Mind, som han varit med och skrivit. Haggard var inte speciellt intresserad av låten eftersom han inte tyckte att den passade att sjunga som duett, så Nelson föreslog då att han i stället skulle spela in den efteråt. Nelson kände inte till Elvis inspelning men sade sig ha överväldigats av sången. Efter att inspelningen tillsammans med Haggard var klar, spelade Nelson in Always on My Mind med i stort sett samma musiker och under ledning av producenten Chips Moman. Nelsons mer akustiska version var innerlig, stilla och bitterljuv.
År 1982 gav Willie Nelson ut albumet Always on My Mind, liksom en singelskiva av låten. Båda kom att toppa countrylistorna. Singeln nådde dessutom femteplatsen på Billboard Hot 100 och stannade på listan i 23 veckor, och genom sina drygt fyra miljoner sålda exemplar kom den att sälja platina (1991). Låten gav Nelson en Grammy 1983 för bästa manliga countrysångframträdande (Best Male Country Vocal Performance). Låtskrivarna Carson, Christopher och James vann en Grammy för bästa countrysång 1983 och ytterligare en Grammy samma år för Song of the Year. Country Music Association utsåg Nelsons version av Always on My Mind till årets singel 1982 och låtskrivarna vann i kategorin årets sång både 1982 och 1983. Och år 2008 valdes Willie Nelsons version av låten in i Grammy Hall of Fame.

## Pet Shop Boys version 1987

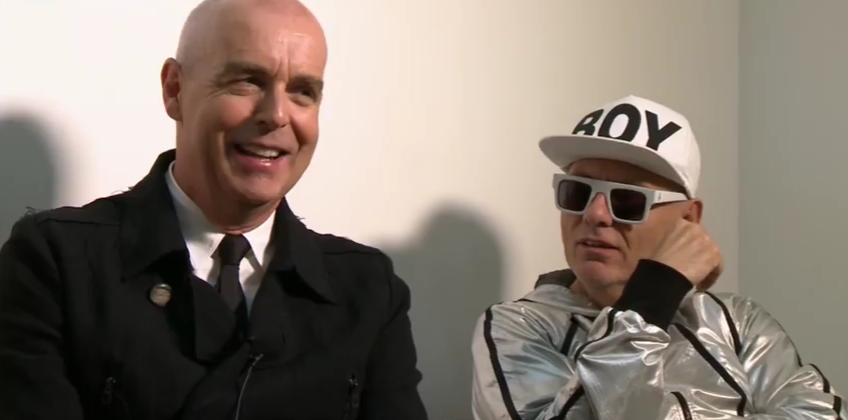
Pet Shop Boys, Neil Tennant och Chris Lowe, under en intervju 2013.

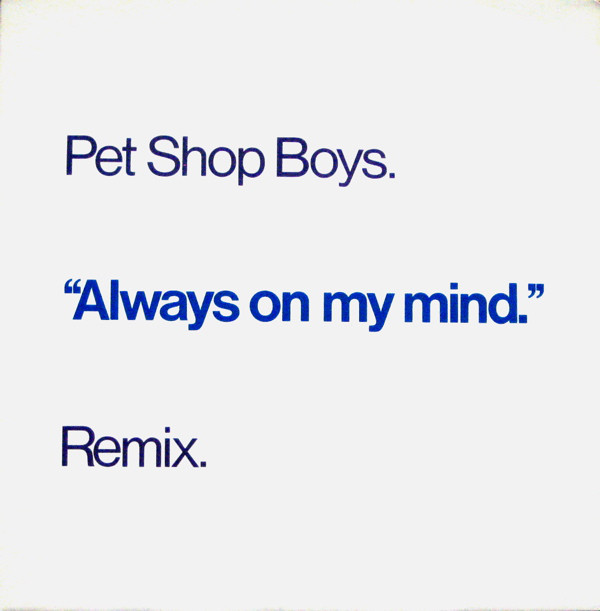
Always on My Mind (Remix) – Pet Shop Boys europeiska singel.

År 1987 tillfrågades Pet Shop Boys om de ville delta i en show till minne av 10-årsdagen av Elvis Presleys död. De tilldelades ett antal ljudkassetter med Elvislåtar och valde den första låten på den första kassetten som de lyssnade på, vilket var Always on My Mind. De valde medvetet att inte kopiera Elvis framförande utan bestämde sig för att arrangera om låten i Pet Shop Boys-stil. De lade till ett brassriff och bytte ackord i slutet av refrängen till ett sänkt B, vilket gav låten mer disco-stil. I augusti 1987 framförde Pet Shop Boys en syntpopversion av Always on My Mind i tv-programmet Love Me Tender.
Senare samma år beslutade de att ge ut den som singel och julhelgen 1987 toppade låten den brittiska singellistan. En remixversion, där låten är kombinerad med houselåten In My House, inkluderades på albumet Introspective 1988.
I oktober 2014 valdes Pet Shop Boys version av Always on My Mind till tidernas coverlåt i en omröstning anordnad av brittiska BBC.

## Versioner på svenska
Dan Hylander skrev en svensk text till Always on My Mind, "Alltid inom mig", och denna framförde Totta Näslund och Josefin Nilsson på albumet Totta, 1995. CC & Lee spelade in och gav ut "Alltid inom mig" på albumet Gåva till dig 2009. Även Alf Robertsson skrev en svensk text vid namn "Tänker nästan jämt på dej", och han spelade in och gav ut låten på albumet Det kommer från hjärtat 1983.
Mikael Wiehe skrev en svensk text till Always on My Mind, "Jag tänkte jämt på dig", vilken han framförde tillsammans med Ebba Forsberg och Plura Jonsson i tv-programmet Skavlan i januari 2015.